# Coronavirus humano HKU1

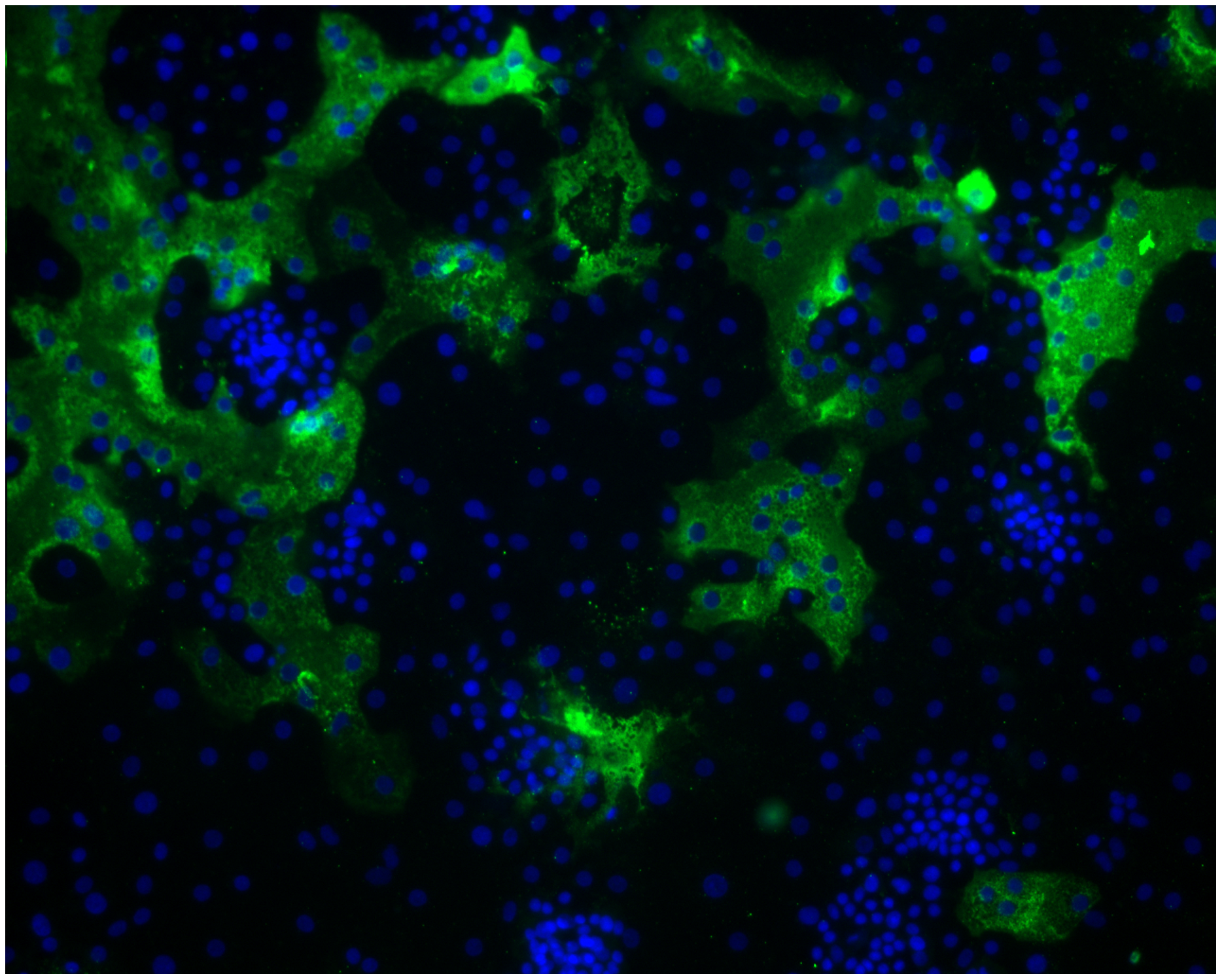
Formación de HcoV-HKU1.

El coronavirus humano HKU1 (HCoV-HKU1) es un virus ARN monocatenario de sentido positivo con el gen HE, que lo distingue como un grupo 2 o Betacoronavirus . Fue descubierto en enero del año 2005 en dos pacientes de Hong Kong .

## Descubrimiento de HCoV-HKU1
HCoV-HKU1 se identificó por primera vez en enero del año 2005 en un hombre de 71 años de edad, que fue hospitalizado con dificultad respiratoria aguda y neumonía bilateral confirmada radiológicamente. El hombre había regresado recientemente a Hong Kong desde Shenzhen, China .

## Virología
No tuvieron éxitos en el intento de cultivar una línea celular a partir de HCoV-HKU1, pero se pudo obtener la secuencia genómica completa. El análisis filogenético mostró que HKU1 está más estrechamente relacionado con el virus de la hepatitis de ratón (MHV), y es diferente a ese respecto del único otro coronavirus humano del grupo 2 conocido, HCoV-OC43.
Cuando se analizaron los genes de ARN polimerasa dependiente de ARN (RdRp), espiga (S) y nucleocápside (N), se descubrieron relaciones filogenéticas incompatibles. La secuenciación completa del genoma de 22 cepas de HCoV-HKU1 confirmó que esto se debió a la recombinación natural.

## Epidemiología
Un análisis de rastreo de aspirados nasofaríngeos negativos al SARS de pacientes con enfermedad respiratoria durante el período del SARS entre 2002 y 2003, identificó la presencia de ARN CoV-HKU1 en la muestra de una mujer de 35 años con neumonía.
Tras los informes iniciales del descubrimiento de HCoV-HKU1, el virus fue identificado ese mismo año en 10 pacientes en el norte de Australia . Se recogieron muestras respiratorias entre mayo y agosto (invierno en Australia). Los investigadores descubrieron que la mayoría de las muestras positivas para HCoV-HKU1 provenían de niños en los últimos meses de invierno.
Los primeros casos conocidos en el hemisferio occidental fueron descubiertos en diciembre de 2005 por virólogos clínicos en el Hospital Yale-New Haven en New Haven, Connecticut, que tenían curiosidad por descubrir si HCoV-HKU1 estaba en su área. Realizaron un estudio de 851 bebés y niños durante un período de 7 semanas desde diciembre de 2001 hasta febrero de 2002. Los niños también fueron evaluados para detectar el virus sincitial respiratorio humano (VRS), virus de parainfluenza (tipos 1–3), virus de la gripe A y B y adenovirus mediante un ensayo de inmunofluorescencia directa, así como el metapneumovirus humano y el HCoV-NH por cadena de polimerasa en tiempo real reacción (RT-PCR). Todos dieron negativo. De los 851 niños, dos dieron positivo para HCoV-HKU1. Los investigadores informaron que la cepa identificada en New Haven es similar a la cepa encontrada en Hong Kong. Esta cepa encontrada en New Haven a veces se conoce como HCoV-NH, para New Haven, donde se descubrió.
En julio de 2005, se informaron seis casos en Francia. En estos casos, los investigadores franceses utilizaron técnicas mejoradas para recuperar el virus de los aspirados nasofaríngeos y de las muestras de heces.